# Save the Last Dance 2
Save the Last Dance 2 è un film statunitense del 2006 diretto da David Petrarca, sequel di Save the Last Dance.

## Trama
Il film riprende la storia di Sara, diventata studentessa della Juilliard. Studentessa eccellente, Sara è divisa fra l'amore per il balletto classico e la sua nuova passione per i ritmi urbani e l'hip hop. La situazione è ulteriormente complicata per via delle persone che maggiormente influenzeranno le scelte di Sara: il suo nuovo interesse sentimentale, il musicista hip-hop Miles Sultana e la sua rigorosa insegnante di danza classica, Monique Delacroix.